# Bagnoli del Trigno
Bagnoli del Trigno – miejscowość i gmina we Włoszech, w regionie Molise, w prowincji Isernia.
Według danych na rok 2004 gminę zamieszkiwało 877 osób, 24,4 os./km².